# 해미 곽씨
해미 곽씨(海美郭氏)는 충청남도 서산시 해미면을 본관으로 하는 한국의 성씨이다. 시조 곽해(郭海)는 현풍 곽씨의 시조인 곽경(郭鏡)의 12세손으로 고려 공민왕조에 좌우보승중랑장을 지냈다고 한다.

## 역사
해미 곽씨(海美 郭氏)는 현풍 곽씨(玄風 郭氏) 시조인 곽경(郭鏡)의 12세손인 고려말 공민왕조에 중랑장을 지낸 곽해(郭海)를 시조로 보고 있다(1976년 병진보).  1930년 곽경의 묘지에서 발견된 지석(誌石)에 의하면, 곽경은 중국 관서(關西)의 홍농인(弘農人)으로서 고려에 귀화한 후 1138년(인종 16) 과거에 급제하여 문하시중평장사(門下侍中平章事) 금자광록대부(金紫光祿大夫) 등을 역임하고 포산군(苞山君)에 봉해졌다.  
1936년에 발간된 《해미곽씨세보(海美郭氏世譜)》에 따르면, 곽경 이후에 2세 곽헌(郭憲)은 지승선(知承善)을, 3세 곽림(郭琳)은 문하대아찬(門下大牙贊)을, 4세 곽연(郭演)은 문하중랑장(門下中郞將)을, 5세 곽기정(郭其正)과 6세 곽자응(郭子膺)은 이부상서(吏部尙書) 등을 역임하였다고 기록되어 있다. 이것에 의하면 곽해 이전의 선대가 현풍 곽씨와 일치하고 있어서 해미곽씨가 현풍곽씨의 분적종임을 추정할 수 있다.
한편, 만성시조약사(萬姓始祖略史) <김영환 편, 산해당, 1958년 발간>》에 따르면, 곽승(郭繩)이 충청남도 해미(海美)로 귀양을 가서 그곳에 정착하여 해미곽씨의 세계(世系)를 열었다고 되어 있으나, 곽승은 해미곽씨와는 아무 상관이 없는 사람이다. 이는 1743년(계해보)에 발간된 포산곽씨족보를 보고 작성한 것인 듯하다. 곽승(郭繩)은 조선시대 사람으로 현풍곽씨 판관공파(判官公派) 14세로 되어 있는데, 창원교수(昌源敎授)를 지냈고, 묘는 상주묵곡(尙州墨谷)에 있다. 배(配)는 진양정씨(晋陽鄭氏)이고, 숭원(崇元), 숭형(崇亨), 숭이(崇利), 숭정(崇貞) 등 4명의 아들을 두고 있는 것으로 등재되어 있다(2011신묘보 상Ⅱ권 1598쪽). 증조부(曾祖父)는 전공판서(典工判書)를 지낸 11세 유례(游禮), 조부(祖父)는 이조판서(吏曹判書)를 지낸 12세 사(師), 부친은 판관(判官)을 지낸 13세 득하(得賀)로, 승은 득하의 4자(子)로 등재되어 있다. 
곽승(郭繩)은 곽해(郭海)보다 반세기가 넘게 후세 사람인데 할아버지로 등재했다.(1743 계해보)
1743년 계해보 발간 뒤, 족보의 기록이 잘못된 것임을 발견하고 후손들에 의해 몇 차례 수정된 뒤, 1976년(병진보)부터 12세 곽해(郭海)를 해미곽씨 시조로 인식하고 있다. (11세 금산이 아버지로 되어있으나, 사실은 아버지가 누구인지 확실하지 않음). 곽해(郭海)는 공민왕조에 중랑장을 지냈으나, 고려말 이성계의 용흥에 반대하여(두문동 48현) 관직을 포기하고 가족과 함께 세상을 떠돌다 지금의 해미(당시는 여미)로 내려가 숨어 지냈다. 후손들은 해미군을 제수받았다고 쓰고 있으나 기록이 남아있지 않아 자세하지 않다. 다시 계룡산(지금은 대전광역시 유성구 송정동)에서 잠시 머문 뒤(지금도 ‘곽해들’에 관한 전설이 남아있다), 광주 임곡(林谷)의 소고룡방(지금의 광주광역시 광산구 산막동)으로 내려와 은둔했다. 곽해(郭海)는 호남입향조로 많은 후손들이 호남을 주 근거지로 세계(世系)를 이어오고 있다. 중랑장공파 아래 5개 파(주부공파, 목사공파, 참봉공파, 경은공파, 계공랑공파)가 있다. 광주광역시광산구산막동 유연재(油然齋)에 봉향, 매년 3월 마지막 일요일에 제향하고 있다.

## 본관
해미(海美)는 충청남도 서산시에 있는 지명으로, 정해(貞海)와 여미(餘美) 두개 현이 합쳐진 지명이다. 백제 때 여촌현(餘村縣)이라 하였다가 757년(신라 경덕왕 16) 여읍현(餘邑縣)으로 개칭하였고, 고려 초에 여미현(餘美縣)으로 이름을 바꾸었다. 정해현은 삼국시대에는 우견현(牛見縣) 또는 고구현(高丘縣)이라 불리다가 역시 고려 초에 그 일부가 분할되어 정해현(貞海縣)이라는 이름을 얻었다. 1407년(태종 7)에 정해현과 여미현을 병합하여 해미현으로 개칭하였다. 1895년(고종 32) 지방제도 개정으로 해미군으로 승격되었고, 1914년 군면 폐합으로 서산군에 병합되면서 지성면이 되었다가, 1917년 해미면으로 개칭하였다.

## 인물
- 곽기수(郭期壽, 1549년 ~1616) : 본관은 해미(海美). 자는 미수(眉壽), 호는 한벽당(寒碧堂). 아버지는 세공(世功)이다. 전라도 강진(康津) 출신. 1579년(선조 12) 진사과에 합격하였으며, 1583년 별시문과에 병과로 급제, 그 뒤 관직이 예조좌랑에 이르렀다. 부안현감에 재직중 부모가 모두 90여의 나이가 되매 관직을 버리고 고향으로 돌아왔다. 광해군의 치세에는 두문불출하면서 오로지 『주역』의 연구에 몰두한 결과, 『주역』의 암송으로 귀신을 쫓을 수 있다고까지 할 정도로 세간에 소문이 자자하였다. 저서로는 『안택지(安宅誌)』·『사방해(四方解)』 등이 있다.[1]

- 곽성구(郭聖龜, 1606년 ~ 1668년) : 곽기수의 손자. 생원시에 합격하여 성균관 유생이 된 뒤, 1631년(인조 9) 태학시취(太學試取)에서 2등을 하여 직부전시(直赴殿試)의 은전을 입었으며, 같은 해 별시문과에 병과로 급제하였다. 1640년 지평이 되고, 1646년 장령에 올랐으며, 1665년(현종 6)까지 장령에 10여 차례 임명되었다. 정언을 거쳐 1650년(효종 1) 필선이 됨으로써 뒤의 현종을 보도하였다. 1655년 이후 1667년까지 헌납에도 여러 차례 올랐다. 문집으로 『현주세고(玄洲世稿)』 2권 1책과 친필문집 남한록(南漢錄)이 전한다.[2]

- 곽제화(郭齊華, 1625년 ~ 1675년) : 곽성구의 아들. 1650년(효종 1) 증광문과에 병과로 급제하여 지평(持平)·정언(正言)·장령(掌令)을 역임하였다. 1663년(현종 4) 경성판관(鏡城判官)이 되었을 때 월과(月課)를 계속 세번이나 짓지 않았다 하여 파직됨과 동시에 본읍에 충군(充軍)되었다. 1675년에 다시 헌납에 제수된 이후 사간·집의(執義)를 역임하였다.[3]

## 과거 급제자
해미 곽씨(海美郭氏)는 조선시대 문과 급제자 3명을 배출하였다.
문과
곽기수(郭期壽)  곽성구(郭聖龜)  곽제화(郭齊華)
무과
곽희인(郭希仁, 중종35년(1540년) 무과 급제)   곽곤(郭崑, 선조17년(1584) 별시 병과 합격)
생원시
곽치요(郭致堯)  곽급(郭岌)   곽성구(郭聖龜)  곽성봉(郭聖鳳)  곽제화(郭齊華)  
진사시
곽형(郭逈, 명종10년(1555) 을묘 식년시 합격)  곽기수(郭期壽)  곽제화(郭齊華)  곽제항(郭齊恒)   

## 인구
- 1985년 180가구, 799명
- 2000년 457가구, 1,521명
- 2015년 3,278명